# Ignace Cordier de Roucourt

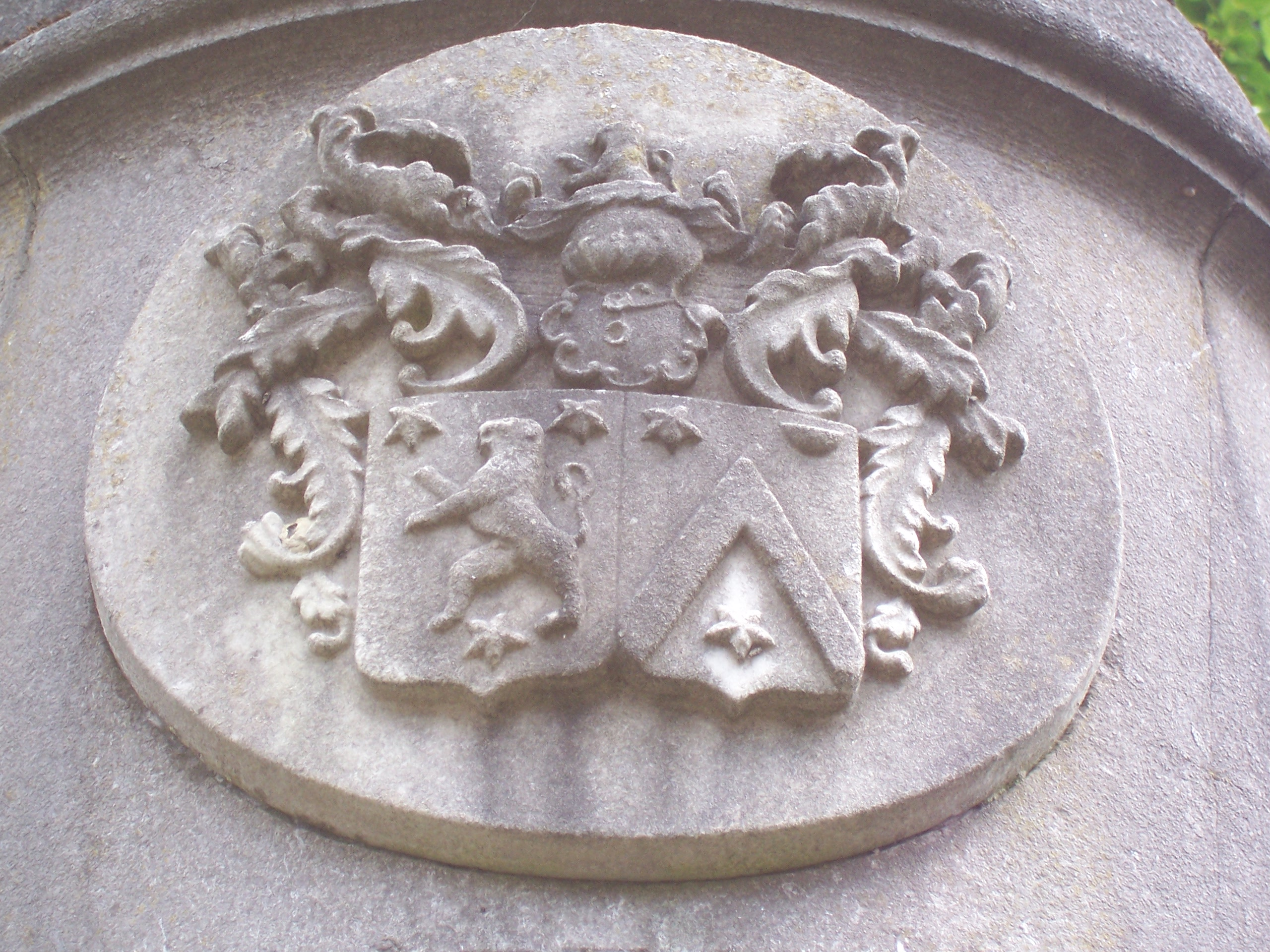
Links wapen Cordier de Roucourt, rechts wapen Daelman

Ignace Constant Charles Michel Cordier de Roucourt (Bergen, 21 juni 1785 - Havré, 17 juli 1871) was een Zuid-Nederlandse edelman.

## Familie
- Ignace Cordier de Roucourt werd in 1826, onder het Verenigd Koninkrijk der Nederlanden, ingelijfd in de erfelijke adel. Hij was een zoon van Charles Cordier, heer van Roucourt, kapitein in Spaanse dienst, en van Charlotte Daelman. Hij trouwde met Anne Daras (1786-1846). Ze kregen zeven kinderen, onder wie twee zoons die ongehuwd bleven.
  - Aimée Cordier de Roucourt (1817-1888) trouwde met volksvertegenwoordiger Henri Ansiau, burgemeester van Casteau.
  - Odile Cordier de Roucourt (1822-1909) was de laatste naamdraagster en met haar dood doofde deze familie uit.